# Хряцка
Хряцка (рум. Hreațca) — село у повіті Сучава в Румунії. Входить до складу комуни Вултурешть.
Село розташоване на відстані 344 км на північ від Бухареста, 15 км на південний схід від Сучави, 101 км на північний захід від Ясс.

## Населення
За даними перепису населення 2002 року у селі проживали 449 осіб, усі — румуни. Усі жителі села рідною мовою назвали румунську.